# Sgùrr na Ruaidhe
Sgùrr na Ruaidhe är ett berg i Storbritannien.   Det ligger i kommunen Highland och riksdelen Skottland, i den norra delen av landet, 700 km norr om huvudstaden London. Toppen på Sgùrr na Ruaidhe är 993 meter över havet, eller 213 meter över den omgivande terrängen. Bredden vid basen är 3,4 km.
Terrängen runt Sgùrr na Ruaidhe är huvudsakligen kuperad.Runt Sgùrr na Ruaidhe är det mycket glesbefolkat, med 3 invånare per kvadratkilometer. Närmaste större samhälle är Balnain, 20,0 km sydost om Sgùrr na Ruaidhe. I omgivningarna runt Sgùrr na Ruaidhe växer i huvudsak blandskog.